# Atacul din Piața Tiananmen din 2013
Pe 28 octombrie 2013, o mașină s-a prăbușit în Piața Tiananmen, Beijing, China, într-un atac sinucigaș terorist. Cinci oameni au murit în acest incident: trei în interiorul vehiculului și alte două persoane din apropiere. Poliția l-a identificat pe conducătorul auto ca Usmen Hasan, iar pe cei doi pasageri ca soția lui, Gulkiz Gini, și mama lui, Kuwanhan Reyim. Alte 38 de persoane au fost rănite.
Poliția chineză a descris situația ca fiind „un incident major” și ca primul atac terorist din istoria recentă a Beijingului. Mișcarea Islamică Turkestanul de Est, sau Partidul Islamic Turkestan, a revendicat atacul și a avertizat asupra unor atacuri viitoare.

## Incident
Un vehicul 4x4 a intrat într-o mulțime și a izbucnit în flăcări în apropierea portretului lui Mao Zedong în Piața Tiananmen. Toate cele trei persoane din mașină au fost ucise, precum și doi turiști din piață: o femeie filipineză și un bărbat cetățean chinez din provincia Guangdong. Alte treizeci și opt de persoane au fost rănite. Martorii la scenă au spus că mașina implicată în incident claxona către pietoni.

## Anchetă
Poliția chineză a emis ulterior un aviz hotelurilor din Beijing prin care cereau informații despre doi oameni din Regiunea Autonomă Uigură Xinjiang din China. Anunțul descria un vehicul și patru numere de înmatriculare din Xinjiang. De asemenea, poliția a cerut hotelurilor să fie atente în cazul oaspeților „suspecți”.
Poliția a solicitat hotelurilor să raporteze toți oaspeții care s-au înregistrat începând cu 1 octombrie, alături de mașinile pe care aceștia le-au condus. Cererea a fost emisă „cu scopul de a preveni comiterea mai multor infracțiuni de suspecți și vehicule”.
Suspecții au nume de uiguri, un grup minoritar musulman turcic, și proveneau din regiunea Xinjiang, regiune în care un conflict este în curs de desfășurare. Un suspect este din orașul Lukun, Shanshan, locul unui atac în care 30 de oameni au murit în iunie. Cinci suspecți au fost luați în custodie de poliție și au declarat că îl cunoșteau pe Hasan. Trei dintre suspecți, identificați ca Huseyin Guxur, Yusup Wherniyas și Yusup Ehmet, au fost condamnați de plănuirea atacului, și executați în luna august 2014.
Oficialul responsabil de securitate Meng Jianzhu a declarat că Mișcarea Islamică Turkestanul de Est (MITE) a fost în spatele atacurilor, dar grupurile de uiguri exilați și unii observatori occidentali contestă alegația. Pe 24 noiembrie 2013, Partidul Islamic Turkestan, care este considerat a fi aceeași entitate cu MITE, a declarat că a fost responsabil pentru atac.

## Reacție
O echipă de filmare BBC a fost pentru scurt timp reținută de poliție după ce a capturat imagini ale atacului. Reportajele din mass-media de stat chineză au minimalizat incidentul într-o măsură foarte mare, menționând incidentul doar pe scurt. Deși în media în limba engleză au fost oferite detalii, publicațiile în limba chineză nu au făcut nici o legătură între incident și Xinjiang. Utilizatorii de internet din China au republicat și răspândit fotografii de la incident.
La șase zile după atac, Generalul Peng Yong, comandant al Districtului Militar Xinjiang, a fost demis din Comitetul Permanent Regional al Partidului, organismul de conducere în Xinjiang, și înlocuit cu Liu Lei, comisar politic al DM Xinjiang.
Departamentul de Stat al SUA a menționat prin purtătorul de cuvânt Jen Psaki că America susține ancheta chineză a acestei situații, dar a refuzat să-l numească atac terorist și a reiterat sprijinul american pentru drepturile uigurilor, cu toate că Partidul Islamic Turkestan a fost desemnat drept organizație teroristă de Uniunea Europeană, China și Statele Unite ale Americii.